# Peace & Junk & Drums
Peace & Junk & Drums är en maxisingel från 2004 av svenska musikgruppen Deltahead.

## Låtlista
1. What Am I Doing Wasting My Time With You?
2. This Is the House!
3. Sometimes I wonder...
4. I'm On To You!